# Typhloiulus incurvatus
Typhloiulus incurvatus är en mångfotingart som beskrevs av Karl Wilhelm Verhoeff 1899. Typhloiulus incurvatus ingår i släktet Typhloiulus och familjen kejsardubbelfotingar. Inga underarter finns listade i Catalogue of Life.